# Nederlands Uitvaart Museum Tot Zover

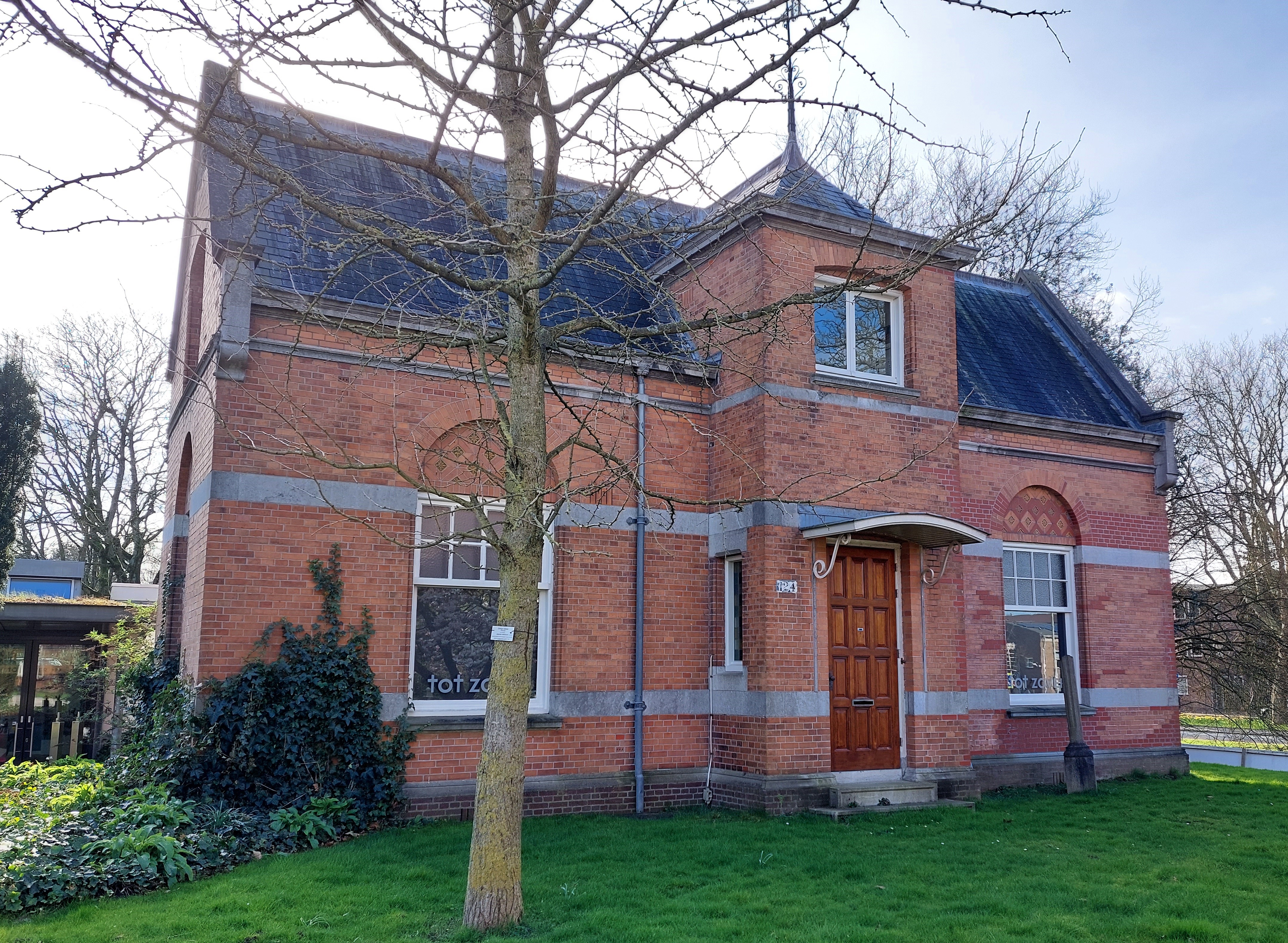
Museum Tot Zover

Museum Tot Zover is een museum in Amsterdam dat vertelt over verleden, heden en toekomst van onze omgang met de dood. Het nationaal funerair erfgoed en de moderne uitvaart in het multiculturele Nederland van nu staan hierin centraal. Het museum werd in december 2007 geopend. Het is gevestigd op begraafplaats en crematorium De Nieuwe Ooster.
De vaste collectie bestaat uit funeraire kunst en een verzameling objecten die een relatie hebben met de geschiedenis en hedendaagse uitvaartcultuur van Nederland. Het museum organiseert daarnaast exposities op het gebied van (hedendaagse) kunst, fotografie en geschiedenis. Bekende tentoonstellingen zijn o.a. De Laatste Aai (2019-2020), over de rouw om (huis)dieren, Especially for you (2017), over de marketing van doodskisten en Afterlife (2011-2012), waarin verschillende internationale kunstenaars reflecteerden op het leven na de dood.

## Geschiedenis
Het idee voor een museum over uitvaartrituelen leefde al in de jaren zestig van de twintigste eeuw. In 1990 werd de Stichting Nederlands Uitvaartmuseum opgericht. In 2000 werd de locatie gevonden: de voormalige directeurs- of doodgraverswoning op De Nieuwe Ooster. Al snel ontstonden plannen voor nieuwbouw achter het oude pand. In maart 2005 werd begonnen met bouw en verbouw. Deze kwam een jaar later gereed. Op 20 december 2007 ging Museum Tot Zover open. 

## Collectie
De verzameling zoals die door Museum Tot Zover wordt getoond biedt onder meer een overzicht van de tradities en gebruiken op het gebied van sterven, begraven en rouwverwerking in Nederland. De collectie omvat onder meer historische haarschilderijen, dodenmaskers, grafzerken, graftrommels, kisten en urnen, maar bijvoorbeeld ook een collectie miniatuurlijkwagentjes en ingrediënten voor een moderne moslim-uitvaart zoals lotuspoeder, kamfer en musk. Hoe een crematie precies verloopt en hoe het een in de grond begraven lichaam vergaat, wordt eveneens duidelijk tijdens een bezoek aan dit museum. Bijzondere werken in de vaste collectie zijn o.a. het Boeket van Haar, een boeket met bloemen gemaakt van mensenhaar ter herinnering en Portret van een overleden kind, een schilderij van Nicolaes Maes.

## Thema's
Aan de hand van vier thema's wordt de bezoeker door het museum geleid:
- Rituelen
- Het lichaam
- Rouw en herinnering
- Memento mori

## Gebouw
Museum Tot Zover is gevestigd in de opzichterswoning van De Nieuwe Ooster, in 1892 gebouwd, naar ontwerp van gemeentearchitect van Amsterdam, Adriaan Willem Weissman. Daarnaast is in 2006 een modernistisch nieuwbouwpand opgetrokken met veel glas en staal. Het ontwerp is van Harry Kerssen en Arie Graafland.

## Tentoonstellingen
Hieronder een overzicht van de bekendste exposities van Museum tot Zover:
- Schemering (2021-2022)  Schemering is de eerste solotentoonstelling van kunstenares Sarah Grothus. Op haar grote, kleurrijke doeken beeldt ze een tussenwereld af, een wereld tussen leven en dood. De kunstenaar houdt van onvoorspelbaarheid en de ruimte die het toeval biedt. Op de doeken gebruikt ze expres geen onderschilderingen waardoor transparantie ruimte krijgt. Op enkele plekken in deze expositie hangen werken voor ramen en speelt het daglicht een eigen rol.
- Eat Love Die (2020)  De eerste overzichtstentoonstelling van fotografe en videokunstenares Roos van Geffen. Van Geffen houdt zich bezig met grote thema's als verlangen, vergankelijkheid en afscheid. In Eat Love Die onderzocht ze de vraag: Wat verdwijnt als iemand sterft, welke sporen laat die persoon na?
- De Laatste Aai (2019-2020)  De Laatste Aai bracht een eerbetoon aan dode dieren en bood inzicht in de rouwcultuur, rituelen en narratieven rondom het dode dier. De tentoonstelling stelde vragen over de relatie tussen mens en dier in het algemeen, en de speciale band met huisdieren in het bijzonder. Hond of kat krijgen in Nederland steeds vaker een waardig afscheid en voor omgekomen varkens worden stille tochten gehouden. Tot hoever reikt ons verdriet?
- De kist al in huis (2019)  Sommige mensen hebben hun voorbereidingen op de dood al getroffen. De kist is al in huis, de lijkwade ligt op de bank of de grafsteen is al besteld. Saskia Aukema fotografeert en interviewt deze mensen, in deze tentoonstelling stonden Aukema's portretten centraal.
- Especially for you (2017)  Aan de hand van productfotografie en de erotische kalenders van de Italiaanse kistfabrikant Cofani Funebri weerspiegelde deze tentoonstelling over de marketing van doodskisten het ingewikkelde huwelijk tussen commercie en dood.
- Post Mortem (2015-2016)  Foto's gemaakt van overledenen roepen al ruim anderhalve eeuw afgrijzing en ontroering op. Uitvaartmuseum Tot Zover wijdde een expositie aan deze opmerkelijke traditie. Post mortem - foto's vol liefde en verdriet bevat 185 historische post-mortemfoto's uit de grootste Europese collectie met dit onderwerp, die van de Britste verzamelaar Paul Frecker. Het is de eerste keer dat zijn collectie werd getoond.
- Afterlife (2011-2012)  Wat is er na het leven? Is er iets, is er niets? Veertien kunstenaars gaven hun visie en keken met een open blik naar de wereld van geesten of naar parallelle universums. De werken waren te zien in het museum en ook op de begraafplaats, uniek voor een expositie met hedendaagse kunst.
- Bedrooms of the fallen (2010-2011)  Australische fotograaf Ashley Gilbertson legt de verlaten kamers vast van gestorven Amerikaanse soldaten.
- Funeral Train (2010)  Magnumfotograaf Paul Fusco reist op 8 juni 1968 mee op een bijzondere trein van New York naar Washington. Op die trein bevindt zich het lijk van de vermoorde presidentskandidaat Robert F. Kennedy. Langs het spoor staan honderdduizenden mensen die de door hen zo geliefde man een laatste eer bewijzen. Een overzicht van de foto's die hij op zijn rit maakte, was in het museum te zien.